# Дьєнб'єнфу
Дьєнб'єнфу (listenⓘ, в'єт. Điện Biên Phủ — «долина глечиків») — місто на північному сході В'єтнаму, столиця провінції Дьєнб'єн. Місто знаходиться всього за 10 км на схід від кордону з Лаосом. Місто відоме тим, що поблизу нього 13 березня — 7 травня 1954 року відбулась вирішальна битва між в'єтнамцями та французами, що поклала початок процесу деколонізації Індокитаю — битва при Дьєнб'єнфу.
Біля міста розташований аеропорт.